# Argentyński Komitet Olimpijski
Argentyński Komitet Olimpijski (hiszp. Comité Olímpico Argentino) – stowarzyszenie związków i organizacji sportowych z siedzibą w Buenos Aires, zajmujące się organizacją udziału reprezentacji Argentyny w igrzyskach olimpijskich i europejskich oraz upowszechnianiem idei olimpijskiej i promocją sportu, a także reprezentowaniem Argentyńskiego sportu w organizacjach międzynarodowych, w tym w Międzynarodowym Komitecie Olimpijskim.